# Новоусманський район
Новоусманський район — адміністративна одиниця на північному заході Воронезької області Росії.
Адміністративний центр — село Нова Усмань.

## Географія
Новоусманський район розташований в північній частині Воронезької області, в приміській зоні міста Воронежа, і межує: з півночі — з Рамонським і Верхньохавським районами; із заходу — примикає безпосередньо до міської межі міста Воронежа; з півдня — з Каширським районом; зі сходу — з Панінським районом Воронезької області.
Площа району — 1320 км². Основні річки — Хава, Усмань, Тамлик, Таврівка.